# Inyección de tinta

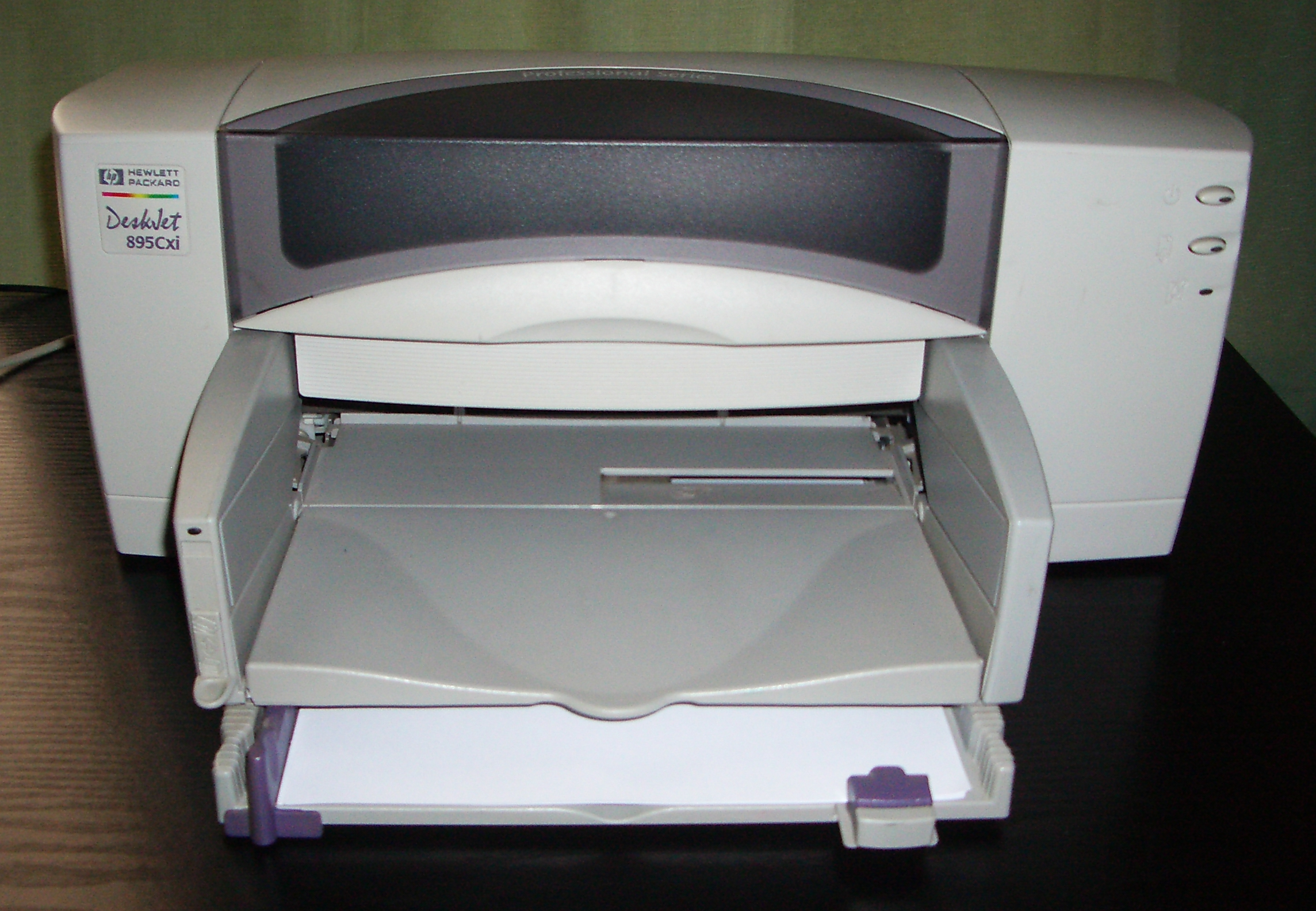
Impresora HP Deskjet

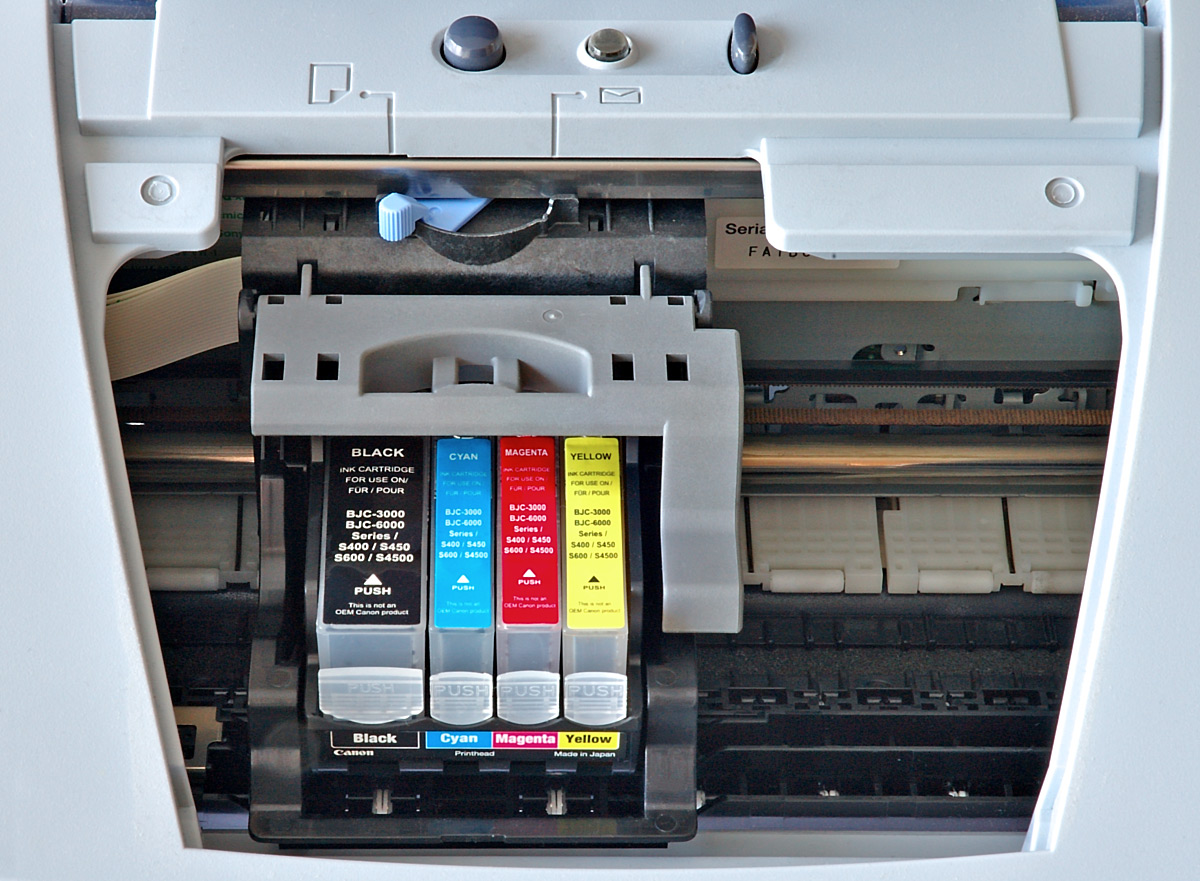
Cartuchos de tinta

La inyección de tinta (en inglés inkjet, más raramente inkjet) es una tecnología de impresión que consiste en proyectar minúsculas gotas de tinta sobre el sustrato a imprimir. Muy utilizada en las impresoras multifunción .

## Descripción

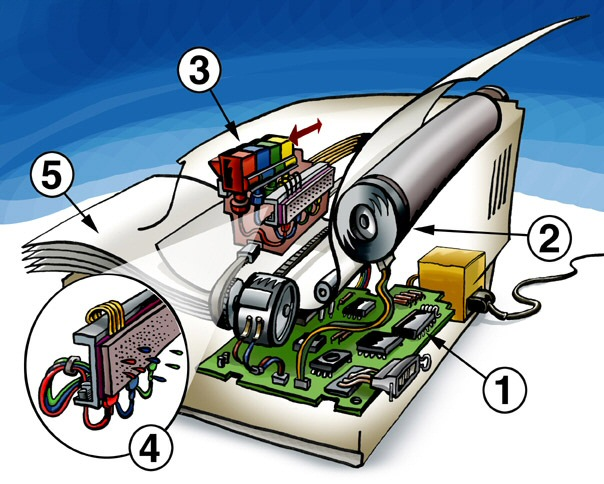
Diagrama de funcionamiento de una impresora de inyección de tinta

La típica impresora de inyección de tinta tiene un carro que se mueve de ida y vuelta por todo el ancho de la hoja, que a su vez se mueve perpendicularmente al carro mediante un sistema de rodillos que lo accionan.
Los cabezales de impresión se fijan en el carro, cuya tarea es proyectar gotas de tinta muy pequeñas, con un volumen de varios picolitros, sobre la hoja a través de unos agujeros diminutos llamados boquillas. El mecanismo de expulsión de gotas puede ser de dos tipos:
- térmico: en cada boquilla se coloca una resistencia por donde se hacen pasar pulsos de corriente; con cada polvo, la resistencia se calienta hasta unos cientos de grados en pocos microsegundos y genera una burbuja de vapor en la tinta en contacto con ella. La expansión de este último hace que la gota sea expulsada de la boquilla de arriba. Ésta es la tecnología más extendida en el entorno doméstico/oficina y es utilizada por Hewlett-Packard, Canon, Lexmark y Olivetti;
- piezoeléctrico: debajo de cada boquilla hay un pequeño canal rodeado de un cristal piezoeléctrico al que se envían impulsos eléctricos; cada impulso provoca la deformación del cristal y en consecuencia el estreñimiento repentino del canal y la expulsión de la tinta; es la tecnología que utiliza Epson.

La tinta se toma de unos depósitos llamados cartuchos que pueden contener tinta libre o tinta sujeta por una esponja; en los modelos de impresora para hojas de tamaño A4 y A3, estos depósitos suelen ser pequeños y colocados sobre el carro, por encima de los cabezales, y por tanto se mueven junto con él. En estos casos, algunos fabricantes integran los cabezales de impresión en los cartuchos y por tanto el agotamiento de la tinta conlleva la sustitución del cabezal: esto afecta al coste del cartucho, pero siempre garantiza la eficiencia de los cabezales. En las impresoras para hojas de mayor tamaño, llamadas incorrectamente trazadores, los cartuchos de tinta se colocan generalmente en un lugar fijo y conectados al carro con los cabezales mediante tubos, a veces la tinta está contenida en depósitos reales que se deben llenar periódicamente.

### Inyección de tinta continua
Junto a las tecnologías descritas anteriormente caracterizadas por la expulsión de tinta sólo cuando se requiere ( Drop On Demand Ink Jet ) se encuentra el llamado Continuous Ink Jet o continuous ink jet, una tecnología muy utilizada en procesos de impresión industriales y comerciales para grandes volúmenes. Se caracteriza por altas frecuencias de chorro que permiten una alta velocidad de impresión. La resolución de impresión que se puede obtener alcanza los 300 dpi y los diámetros de las boquillas varían entre 5 y 42um. Las tintas utilizadas son colorantes ya base de agua o MEK ( metilo etilo cetona ) un tipo de disolvente utilizado en estas tintas. En este caso, la tinta se rocía de forma continuada y se deposita o no sobre el papel, desviando su flujo a través de sistemas, generalmente electrostáticos, que lo reciclan..

## Variantes
Aunque la tecnología básica sigue siendo la misma, existen numerosas diferencias tanto en la velocidad como en la calidad de impresión. En particular, la impresión histórica a cuatro colores se está sustituyendo cada vez más por la de seis colores. Algunas impresoras de gama alta combinan colores con un pulido utilizado cuando se requiere calidad fotográfica. Este tipo de tecnología también se utiliza cada vez más para la impresión sobre tejidos, pero también para depositar distintos materiales (adhesivos, impermeabilizantes, etc.). ) Por ejemplo, las imágenes impresas se pueden hacer mediante un sistema de inyección de "tinta" que dibuja el marco con un material impermeable sustituyendo el largo proceso de fotograbado .
Esta tecnología ha tenido un éxito comercial considerable, de hecho combina una buena calidad de impresión con precios bajos y, por tanto, se ha consolidado tanto en el mercado de usuarios privados y de oficinas por el pequeño formato, como en el de los estudios técnicos, publicidad y gráfica para grandes formatos. En particular, para este último, es muy adecuado para evaluar borradores de pósters a gran escala antes de empezar la preparación de las matrices (onerosas) para otras tecnologías de impresión más adecuadas para grandes cantidades.

## Cómo funciona
En la mayoría de los casos, las impresoras de inyección de tinta de alimentación continua o las impresoras de solicitud se utilizan específicamente para aplicaciones industriales . En cuanto a las impresoras Drop-On-Demand, la tinta se encuentra en una especie de depósito dentro del cabezal de impresión. En el interior se generan ondas de sobrepresión y depresión que sólo permiten escapar de la boquilla las gotas de tinta realmente necesarias. Para este método, a su vez, se aplican dos procesos distintos en el ámbito industrial.

### Inyección de tinta piezoeléctrica (PIJ)
Las impresoras piezoeléctricas utilizan el llamado efecto piezoeléctrico : si se produce una deformación elástica del material piezoeléctrico (cristales o cerámica piezoeléctrica), se genera una tensión eléctrica en su superficie. Por el contrario, el material se deforma si se aplica una tensión eléctrica. El elemento piezoeléctrico produce una breve deformación de la boquilla de impresión. En este proceso, se desarrolla presión sobre la tinta de forma que una gota se expulsa del cabezal de impresión. Para evitar el flujo continuo e incontrolado de tinta desde la boquilla, la polaridad de la tensión en el elemento piezoeléctrico se invierte para producir una deformación en sentido contrario. Gracias a esa solución se recupera la tinta.
Las impresoras piezoeléctricas cumplen las expectativas con una larga vida útil del cabezal de impresión y una velocidad de impresión extremadamente alta.     

### Inyección de tinta térmica (TIJ)
En condiciones normales, la tinta es gruesa y tiene cierta tensión superficial . De ahí que no salga prematuramente del cartucho. Los cartuchos de tinta de las impresoras de inyección de tinta térmica tienen una serie de cámaras minúsculas equipadas con calefacción eléctrica en las que se genera una burbuja de vapor por polvo. Este último empuja la gota de tinta a través de la boquilla y la coloca exactamente sobre el material a imprimir. La contracción de la burbuja de vapor asegura que la tinta se introduzca en los cuartos desde el depósito de tinta y se expulsa en una centésima de una millonésima de segundo.
Las impresoras de inyección de tinta térmica (técnicamente también llamadas codificadores de inyección de tinta térmica) imprimen de forma particularmente barata, pero rápida y precisa .

## Aplicaciones
Aparte de las impresoras de escritorio normales, la tecnología de inyección de tinta se utiliza cada vez más para la impresión de gran formato ( plotter ) y la impresión de bobina industrial. Durante la feria Drupa 2008 se presentaron numerosas soluciones de impresión con tecnología de inyección de tinta que permiten alcanzar velocidades de impresión considerables como para poder ser utilizadas en algunos sectores de comunicaciones transaccionales (extractos, facturación, extractos de cuentas) y promocionales ( transpromo ).
Los cabezales de inyección de tinta de tecnología piezoeléctrica se han utilizado anteriormente en el mundo industrial para la producción de paneles LCD de vídeo y han dominado el mercado de gota bajo demanda en impresión industrial y comercial durante las dos últimas décadas, al ofrecer un chorro de alta frecuencia y una larga duración. vida útil.